# Svampfly
Svampfly (Parascotia fuliginaria) är en fjärilsart som beskrevs av Carl von Linné 1767. Svampfly ingår i släktet Parascotia och familjen nattflyn. Arten är reproducerande i Sverige. Inga underarter finns listade i Catalogue of Life.

## Bildgalleri

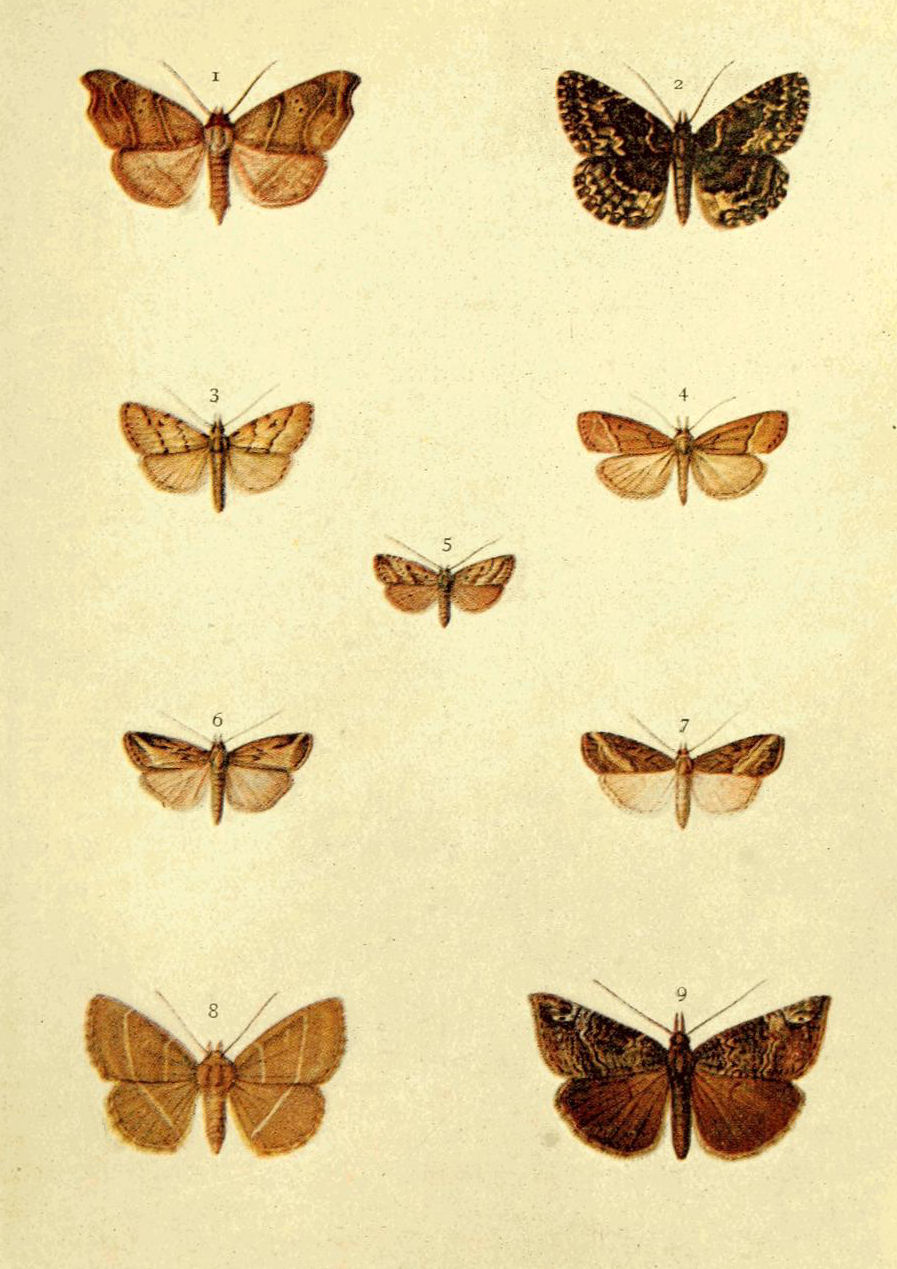
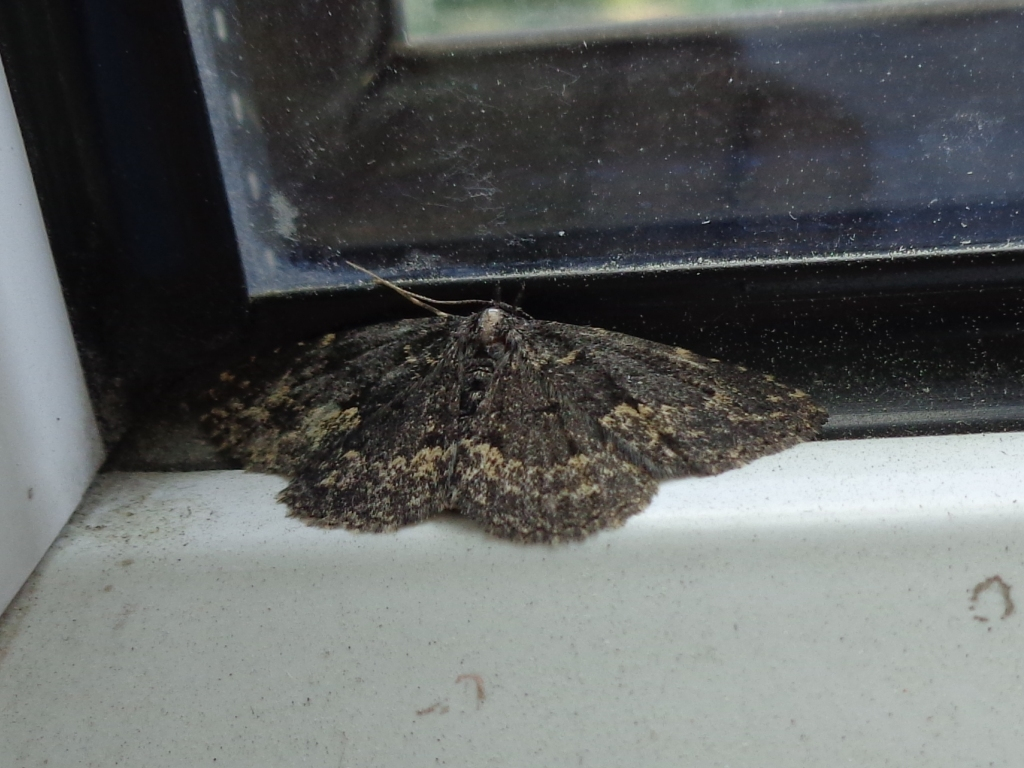